# 安田潤
安田 潤（やすだ じゅん、本名：安田凖之助  、1911年（明治44年）10月5日 - 1989年（平成元年）1月12日）は、日本の口笛奏者。初代安田善次郎が総帥の旧安田財閥一門の出自ながら数奇な運命を辿った末、40歳半ばで趣味の口笛の音楽化を志す。以後、「口笛は詞（言葉）がない歌」を信条にして独学で研鑽を重ね、日本初の口笛ソリストとして活躍した。
口笛は、通常息を吐きながら音を出すが、安田は息を吸い込みながら高音を出す奏法も行ない、その倍音を響かせた音色は聴衆を魅了した。キングレコードで制作・発売されたLPレコード3作のうち2作は国立国会図書館に収蔵されている。なお、2025年（令和7年）2月、LPレコード3作の代表曲がキングレコード㈱の音楽配信で再販復活した（詳細は後掲ディスコグラフィ欄に記載）。

## 生涯

### 口笛奏者以前の経歴
- 1911年（明治44年）10月5日、安田財閥持株会社の安田保善社社員 二代目 安田善彌（ぜんや、略称：安田善弥）[2]と幸代（こよ）の長男として安田家一族が住まう旧東京市本所區横網町2丁目9番地（墨田区立旧安田庭園）で出生した。
- 父・善彌の安田銀行福島支店長転出に伴い福島市で裕福な幼少期を過ごした後、旧東京市麻布区霞町に移住、麻布小学校に通学した。この間、1921年（大正10年）の初代安田善次郎暗殺の翌年に行われた安田家一族の改変により善彌は安田保善社を退職して閉門蟄居の身になり、生家（舎号:｢萩廼舎｣）は安田家同族会との関係が断たれる分家取り消しの憂き目に遭う[3][出典 2][出典 3]。しかし、世間一般から見ればゆとりある暮らしを賄うことが出来た。
- 1924年（大正13年）、東京府立第一中学校（現東京都立日比谷高等学校、以下｢東京府立一中｣と表記）に入学して野球部に籍を置き、硬式野球に熱中した。
- 多感な中学生時代、安田潤は後の音楽人生に繋がる重要な体験を重ねた。一つは、同校音楽教師の作曲家･梁田貞（愛称：ライオン）から音楽の美しさを学んだことである。その影響から同じ東京府立一中に学ぶ2歳年下の弟勝彌とともにテノール歌手 エンリコ・カルーソーのファンになり、レコードを数多く集めて愛聴した。
- 二つ目の体験は、ある日の夕方、学校から帰宅する折、流行歌を口笛で奏でる職人に出会ったことだ。彼の澄み切った音色に引き寄せられて後を追いかけ、見よう見まねで試したら初めて口笛が吹けた。それからは何気なく好きな歌曲の旋律を口笛で吹くようになった。
- 東京府立一中では、弟勝彌の同級生も含む数多くの友人たちと交遊を深めたが、後に官界や産業経済界で活躍するこれらの友人は、後年、安田潤のデビューやリサイタル開催等の演奏活動を支援し、長年にわたり惜しみない援助を投じてくれた。
- 1930年（昭和5年）、慶應義塾大学に進学後、ヨットが趣味の叔父安田貞四郎（善彌の弟）に感化されて横浜市小港を基地とする小型ヨット（ディンギー級）に取り組み、1932年（昭和7年）、同学年の平松栄一とともに慶應義塾大学體育會ヨット部の創設に加わる。在学中、数々の大会で優勝や入賞してベルリンオリンピック出場候補選手に挙げられたが、最終選考会で早稲田大学の藤村紀雄に敗れ、オリンピック出場を果たすことなく競技活動を終えた[4]。
- 1936年（昭和11年）、生家の再興を期して安田保善社に入社。安田生命保険株式会社に勤務するも2年後に召集され、陸軍の衛生下士官として5年にわたり香港の陸軍病院に派遣された。復員後、1943年（昭和18年）5月に板硝子卸商を営む池田鈴之助の長女、初代（はつよ）と結婚。当初、旧品川區大井に居を構えたが、戦火拡大により神奈川県小田原市の池田家疎開先に転居した。
- 戦後は、GHQの財閥解体指令で安田保善社が解散する中、会社員のまま急伸するインフレに対処するのは無理と見極め、1946年（昭和21年）に安田生命保険株式会社を退職。翌年、丸ノ内仲3号館ビルに事務所を構えて鉄道会社や造船所等の事業所向け電球販売業に乗り出した。事業は順調に推移し、1949年（昭和24年）の小田原競輪場開設の際は閑院宮春仁親王の介添えとして除幕式に臨む等、若手経営者として各界著名人との交流を深めた。ところが大学時代の友人の申し出に応えて資金を融通したところ返済不能に直面して資金繰りが悪化し、1951年（昭和26年）、閉業に至った。また、池田家の都合で疎開先が売却されることになり、翌年3月、東京都品川区大井の旧池田家敷地跡に建てたささやかな居宅に移り住んだ。
- 定職なく僅かな貯えと月賦返済される貸付金で過ごす身であったにもかかわらず、いつしか夫婦揃って関東一円の競輪場に足を運ぶ日々となり、やがて家庭は長く続く貧窮生活に陥る[5][出典 4]。
- この間、1955年（昭和30年）10月に安田家一族の長老が非常勤取締役を務める東洋火災海上保険株式会社に中途入社したものの、家門復活を期して入社した安田保善社の喪失や友人への資金融通の失敗等を拭い去れぬまま、いたずらに競輪場通いを繰り返す屈折した年月を過ごしていた。
- 翌1956年（昭和31年）、ラジオから流れた口笛演奏家フレッド・ローリー（米国）の｢インディアン ラブコール｣を耳にして感銘する[6]。あたかも天啓を得たようにように感じ、先行き口笛の演奏に取り組むことを決心した。
- 初めはフレッド・ローリーのレコードを手本に真似ることから始めたが、やがて伝手を通じて知った複式ハーモニカ奏者の指導を受けることになり、大正琴とギター調弦用ピッチパイプを購入。この素朴な用具で口笛奏者を志したのである。まさに自学独習の連続だったが、一通り人前で演奏できるようになったので、手始めに米軍キャンプのショーに出演し、売春防止法施行前夜の1958年（昭和33年）3月31日には浅草千束のナイトクラブで気落ちしているホステス達を前に演奏した。
- 1959年（昭和34年）5月、東京呉服橋の日本相互銀行ホールで小規模なコンサートを開催した。後に本人は、｢極度に緊張して何をやったか全く記憶にない。二度と思い出したくない。｣と語ったが、このコンサートは、司会者が何も言わないうちに全ての曲目が終わってしまう奇妙な演奏会だった。しかし、素人の演奏会とはいえ、当時は会社員が二足の草鞋を履くことを許されない時代であり、仄聞した勤務先の役員から退職を勧告されて窮地に陥る。この最中、妻の知人のハーピスト笹野静江からNHKのオーディション応募を勧められ、｢インドの歌｣(歌劇｢サトコ｣)と｢ボンジュール・パリ｣の2曲で挑戦したところ、見事合格。結果、9月27日、NHKｰFMを通じて安田の口笛が全国に放送された。曲目は｢枯葉｣と｢ボンジュール・パリ｣の2曲でNHK交響楽団のOBを中心に編成されたNHK放送管弦楽団が伴奏した。
- この全国放送を機に東洋火災海上保険株式会社を退職して｢口笛の音楽化｣に専念することになるが、音楽事務所に所属していない身に入ってくる仕事は全くなく、相も変らぬ窮乏生活が続いた。なお、安田潤は、生涯、一度として音楽事務所に所属すること無く、独りマスコミを訪れては｢口笛の音楽化｣への賛同と協力を求め続けた[7]。

### デビュー後の経歴
- 転機が訪れたのは、50歳を迎えた1961年（昭和36年）。東京府立一中の旧友の計らいで日立製作所㈱が提供する｢日立ミュージックプレゼント｣に出演し、以後2年間にわたり全国主要都市で演奏した。このコンサートは淡谷のり子、高英男、中原美紗緒、旗照夫等の人気歌手が宮尾たか志の司会で登場し、秋満義孝クインテットの伴奏で歌う豪華な音楽ショーだが、安田はこのコンサートを通じて演奏の技術と知識を深めた。とりわけ、ピアニストの秋満義孝から学んだことが大きく、秋満には後のリサイタルや北海道放送の連続ラジオ番組｢朝の口笛｣での伴奏を通じて数多くの指導を得た。
- また、この年に東京府立一中の旧友が勤務する富士重工業㈱から2輪スクーター『ラビット』のCMソングを口笛で演奏する依頼があり、アニメーションに合わせて録音した。なお、このテレビCMはイタリアのCMコンクールで入賞し、富士重工業㈱から感謝状を得た。
- その後の主な履歴は以下のとおり[参照 1]/[参照 2]/[参照 3]。

- 1962年（昭和37年）
  - 前年の経験が基になり、新宿の安田生命ホールで演奏会を開催した[8]。安田潤は、この演奏会を第1回リサイタルと位置づけ、以後、毎年1回、生涯を閉じるまで計26回に及ぶリサイタルを行なった。
  - このほか、ハーモニカ奏者窪田廣吉の共演で｢君去りし夜｣ほか2曲を日本グラムフォン神宮前スタジオでレコーディングし、日本ポリドール社から発売された。

- 1963年（昭和38年）
  - 有楽町駅前にあった日本劇場（日劇）4階の日劇ミュージックホールに7、8月の2ヵ月出演。連日、奈良あけみ、アンジェラ浅岡、リベラ等、裸身の美女達と華やかな舞台を踏んだ[9]。
  - 秋にはNTV『春夏秋冬』でテレビ番組に初めて出演した。聞き手のレギュラー出演者5名のうち、東京府立一中の先輩である徳川夢声との顔合わせを喜び、下町育ちのサトウハチローとはその後も親しく交流した。

- 1964年（昭和39年）
  - 東京オリンピック開催のこの年、日劇ミュージックホール傍系の大阪ＯＳ劇場に2ヵ月出演。年末は大阪心斎橋の日立ショールームで開催されたクリスマスコンサートに1週間出演した。

- 1965年（昭和40年）
  - 北海道放送の連続ラジオ番組｢朝の口笛｣に出演。 秋満義孝の伴奏により録音された300曲が、キー局の北海道放送はじめ毎日放送、沖縄放送を通じて約1年半にわたり全国に放送された。

- 1966年（昭和41年）
  - 5月に日本グラムフォン神宮前スタジオで｢夕陽のガンマン｣と｢ある朝、突然に｣をレコーディング。共演者は「原信夫とシャープス・アンド・フラッツ」の首席トランペット･福原彰で、作品は日本ポリドール社から発売された。

- 1967年（昭和42年）
  - TBSTV『芥川也寸志のコンサート コンサート』に出演し、クラシックオーケストラ東京交響楽団ならびに東京混声合唱団との協演を果たした。

- 1968年（昭和43年）
  - この年の第7回リサイタルは文部省の芸術祭に参加し、大衆芸能部門で宝塚歌劇団、越路吹雪の公演に続く第3位の位置を占めるに到った。

- 1969年（昭和44年）
  - 第8回リサイタルを10月11日に杉並公会堂で開催することとしたが、当日、国際反戦デー･新宿騒乱事件が発生。開演時間直前まで躊躇したが決行し、数少ない200名の来場者を前に全プログラムを奏でた。

- 1972年（昭和47年）
  - フランスの女性口笛奏者ミシェリーヌ・ダラスとの面会を目的に渡仏し、面談後、憧れのパリで１週間を過ごす。

- 1973年（昭和48年）
  - NHK国際短波放送ラジオ日本（RJ）の番組『ある日本人』で海外に紹介される。[出典 5] [出典 6] [出典 7]

- 1975年（昭和50年）
  - 川崎競輪場に招かれて競技の合間の休憩時間に演奏した[10]。当日の入場者は約55,000人で生涯最多の聴衆。主催者側の起用目的が騒乱予防対策であったため、ガットギターだけの伴奏で｢ダニー・ボーイ｣、｢グリーンリーブス・オブ・サマー｣等を演奏した。

- 1978年（昭和53年）
  - 日本初の口笛LP『安田潤の世界』がキングレコードから発売される。編曲と指揮は競輪同好のトロンボーン奏者･河辺浩市。

- 1981年（昭和56年）
  - 2枚目のLP『古希に翔ぶ口笛』がキングレコードから発売される。編曲は8曲が河辺浩市、3曲がジャズピアノの鈴木敏夫。定例の自主開催リサイタルのほか、京都市の日伊会館で演奏会を開催した（翌年も開催）。

- 1983年（昭和58年）
  - 5月に銀座ラ・ポーラのサロン・コンサートに出演し、朗読の幸田弘子と協演する。7月には初の海外演奏旅行を行なった[11]。四川省昆明市出身の中華人民共和国国歌作曲者･聶耳を称える｢聶耳生誕71周年記念祭｣に招かれて昆明市紅星劇場で演奏し、日中交流の一端を果たした。また、この年は日中友好協会主催の演奏会が藤沢市と福島市で開催された。

- 1984年（昭和59年）
  - 聶耳の｢茶山情歌（さざんじょうか）｣と｢采菱歌（さいりょうか）｣を演奏したカセットテープを製作して中国に贈呈した[12]。これにより中華人民共和国音楽家協会から感謝状を受ける。

- 1986年（昭和61年）
  - キングレコードから3枚目のＬＰ『口笛はわが命』が発売される。伴奏および編曲はピアノ奏者の北野実。また、1976年から5年間行なったチャリティーの労に対し朝日新聞厚生文化事業団から表彰される。この他、8月から日刊プロスポーツ紙に随筆『我が人生・口笛と競輪』を執筆し、好評を得る（1987年4月まで計35回連載）[出典 8]。

- 1987年（昭和62年）
  - 第26回リサイタルで1962年（昭和37年）に映画『暗黒街の牙』で吹き替え録音をした広瀬健次郎作曲のテーマ曲とカタルーニャ民謡の｢鳥の歌｣をプログラムに加えて演奏。このコンサートが最後のリサイタル開催になった。

- 1988年（昭和63年）
  - 6月、映像制作会社の創立パーティーで花の映像をバックに｢アニー・ローリー｣と｢誇り高き男｣を演奏したのがラストステージになった。9月、胸部に異常を感じて東京慈恵会医科大学付属病院に入院し、第27回リサイタル｢喜寿に歌う”ザ・口笛”｣は止む無く延期に至った。病名（肺がん）を知り、病室では治療ごとに撮影されるレントゲン写真を手に取って進行状況を確かめつつ延期した第27回リサイタルの年後開催に執念を燃やした。

- 1989年（平成元年）
  - 1月12日午後、入院先で死去（享年77歳）。その死は、朝日、毎日、読売、日経の各紙やスポーツ新聞等で報じられた[13] [出典 9]。死の直前まで第28回リサイタル｢喜寿プラスOne、マイ口笛｣の構想にも思いを馳せ、最後まで心の中で口笛を吹き続けていた。

## ディスコグラフィ
| 作品タイトル                 | 発売年/出版元                                                        | 収録曲/編曲者 | メディア形態   | 国立国会図書館 請求記号 |
| ---------------------------- | -------------------------------------------------------------------- | --- | -------------- | ----------------------- |
| 『青春の日々・安田潤の世界』 | 1978年 キングレコード(SKA253) ＊廃盤                                 | 1. 荒城の月 2. 浜千鳥 3. 平城山 4. 雪の降る町を 5. 初恋 6. 秋の月 7. 五木の子守歌 8. 船頭小唄 9. 砂山 10. 城ヶ島の雨 11. 宵待草 12. 出船 13. ふるさとの 14. 花の町/河辺浩市 | LPレコード     | YMA-212-30-2            |
| 『古希に翔ぶ口笛』           | 1981年 キングレコード(K25A-219) ＊廃盤                               | 8-10：鈴木敏夫 他：河辺浩市 1. 虹の彼方 2. イェスタディ 3. ゴッドファーザー・愛のテーマ 4. 誇り高き男 5. シャレード 6. サバの女王 7. 枯葉 8. 聞かせてよ愛の言葉を 9. 暗い日曜日 10. ロマンス 11. 愛の讃歌 | LPレコード     | 264-36-5                |
| 『口笛は我が命』             | 1986年 キングレコード(K28A-729) ＊廃盤                               | 1. エレジー 2. シューベルトの子守歌 3. 愛の喜び 4. アヴェ・マリア 5. 別れの曲 6. 茶山情歌 7. アニー・ローリー 8. ミネトンカの湖畔で 9. 真珠採り 10. 秋の月/北野実 | LPレコード     | ―                       |
| 『茶山情歌 采菱歌』          | 1984年/自主制作・非売品                                              | 1. 茶山情歌 2. 采菱歌/鈴木敏夫 | カセットテープ | ―                       |
| 『美しき心の旋律』           | 2025年2月配信 キングレコード - https://king-records.lnk.to/Junyasuda | 1. 荒城の月 2. 浜千鳥 3. 平城山 4. 雪の降る町を 5. 初恋 6. 秋の月 7. 五木の子守唄 8. 船頭小唄 9. 砂山 10. 城ヶ島の雨 11. 宵待草 12. 出船 13. ふるさとの 14. 花の街 15. アニー・ローリー 16. オーバー・ザ・レインボー 17. 愛の讃歌 18. 枯葉 19. ゴッドファーザー・愛のテーマ 20. イェスタディ 21. アヴェ・マリア 22. シューベルトの子守歌 23. 別れの曲 | 音楽配信       | ―                       |

テレビ、ラジオへの出演
- テレビ放送 
  - 1963年（昭和38年）の『春夏秋冬』（NTV）出演後、『スタジオ102』（NHK）、『奥さんご一緒に』（NHK）、『フレッシュロータリー』（NHK）、『笑点』（NTV）、『ズームイン朝～朝のポエム』（NTV）、『芥川也寸志のコンサート・コンサート』（TBS）、『モーニングジャンボ』（TBS）、『23時ショー』（NET･EX）、『徹子の部屋』（EX）、『象印クイズ ヒントでピント』（EX）、『3時のあなた』（CX）、『オールスター家族対抗歌合戦』（CX）、『ノックは無用』（KTV）などの番組にゲスト出演した。#1963

- ラジオ放送
  - NHK-FMにたびたび出演し、[14]国際放送のラジオ日本（RJ）で海外にも紹介された。民放局は、連続番組『朝の口笛』が放送された北海道放送（HBC）、毎日放送（MBS）、沖縄放送（ROK）のほか、FM東京（TFM）、ラジオ東京（KRT）、文化放送（QR）、ニッポン放送（RF）、朝日放送ラジオ（ABC Radio）などで対談や取材を受け、日本短波放送（NSB）では少年院に入所した人々に励ますメッセージを語った。なお、没後もNHKFMでＬＰレコード収録曲が10年以上放送された。#1965

- 吹き替え演奏
  - 1957年（昭和32年）から1962年（昭和37年）にかけて次の作品の吹き替え役を務めた。ただし、本人は、初期の活動であることを理由に『青春サイクリング』と『笛が流れる港町』での吹替を公表履歴から除いていた。
    - 1957年（昭和32年）　日本コロムビア　小坂一也『青春サイクリング』の伴奏演奏 / 作曲:古賀政男
    - 1959年（昭和34年）　日活映画『笛が流れる港町』　 小林旭が奏でる口笛を吹替 / 作曲:小杉太一郎
    - 1962年（昭和37年）　東宝映画『暗黒街の牙』　 佐藤充が奏でる口笛を吹替 / 作曲:広瀬健次郎